# Waran bengalski
Waran bengalski (Varanus bengalensis) – gatunek gada z rodziny waranowatych (Varanidae).

## Morfologia
OpisJest ubarwiony jednolicie brązowo lub cętkowany. Młode ciemnooliwkowe z plamami na grzbiecie.
RozmiaryMaksymalna długość całkowita do 175 cm, z czego długość ogona wynosi do 100 cm. Osobniki o długości ponad 1,5 m są rzadko spotykane.

## Zasięg występowania
Wschodnia część Azji Zachodniej, Azja Południowa i Południowo-Wschodnia, od południowo-wschodniego Iranu, Afganistanu i Pakistanu, przez Indie i Sri Lankę po Półwysep Indochiński i Malajski oraz niektóre wyspy Indonezji (Wyspy Anambas, Jawa). Podgatunek irrawadicus występuje w prowincji Junnan w południowych Chinach.

## Ekologia i zachowanie
BiotopTropikalne lasy i dżungle w pobliżu wody.
PokarmDuże osobniki umieją wchodzić na pionowe pnie drzew, skąd polują na drzemiące nietoperze. Na ich główne pożywienie składają się małe ssaki, gady, ptaki i ich jaja, ślimaki, stawonogi i ich larwy. Czasem także owoce. Zdarza im się również konsumować padlinę.
ZachowanieAktywny podczas dnia. Potrafi wspinać się na niemal pionowe powierzchnie oraz zeskakiwać z wysokości blisko 20 m bez żadnego uszczerbku. W wysokiej trawie co jakiś czas staje na tylnych nogach podpierając się ogonem i obserwuje okolice. Ogon stanowi też napęd podczas pływania oraz ochrony przed drapieżnikami. Bardzo szybko biega. Behawior samców znacznie różni się od behawioru samic, w szczególności w sposobach zdobywania pokarmu oraz aspektach zachowań społecznych. Samce mają tendencję do pożywiania się częściej i dłużej oraz są bardziej dostosowani do zmieniających się warunków środowiska. Ponadto są mniej nieśmiali i bardziej ciekawi swojego gatunku.
RozmnażanieJest jajorodny.